# Vyšné Hágy
Vyšné Hágy jsou osada ve Vysokých Tatrách.
Vyšné Hágy spadají do oblasti Štrbského plesa, proslavila je hlavně léčebna tuberkulózy, která je využívána dodnes. V osadě se nenachází mnoho hotelů, ale pouze léčebný areál a obytné domy pro místní obyvatele. Níže pod osadou se nachází obec Štôla. Z Hágů je možné vyrážet na vrcholové túry, žlutou turistickou značkou směrem na Batizovské pleso a dále, nebo opačním směrem do obce Štôla. Přes spodní část Vyšných Hágů vede Cesta svobody a horní částí prochází trať Tatranské elektrické železnice Štrbské pleso – Starý Smokovec – Poprad.
Železniční stanice Vyšné Hágy se nachází v nadmořské výšce 1110 m.

## Galerie

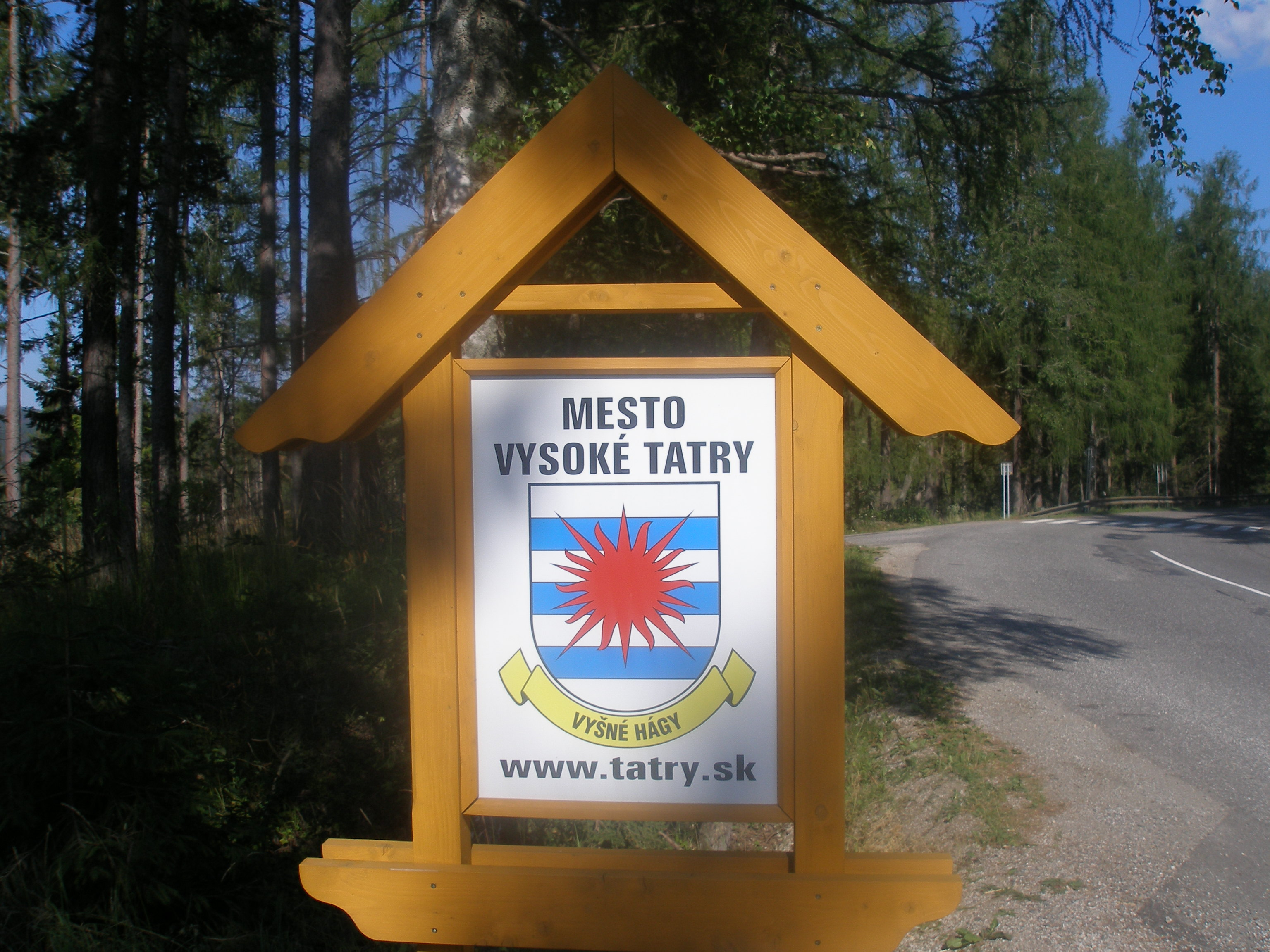
Nápis vítající návštěvníky
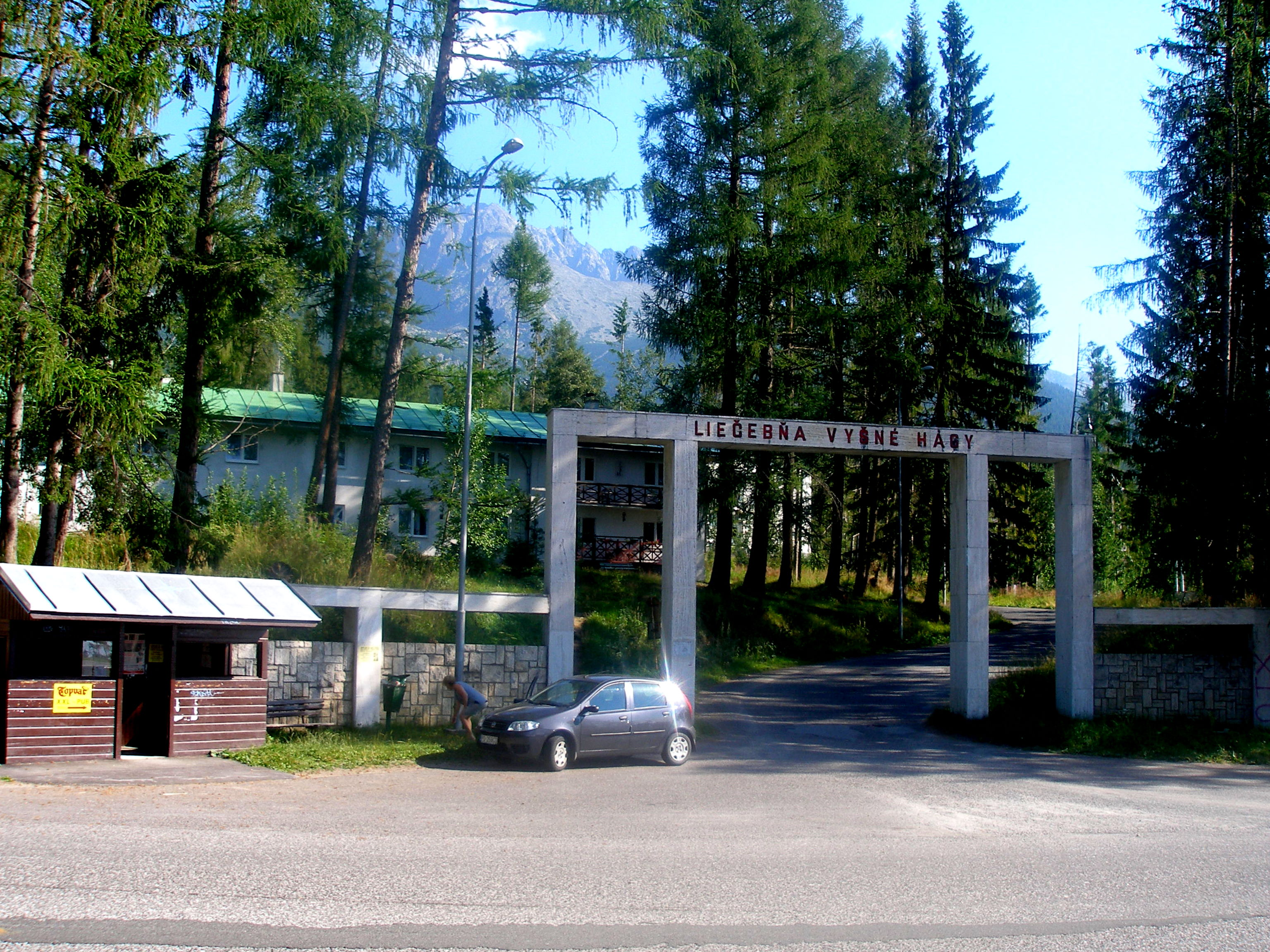
Hlavní brána léčebny
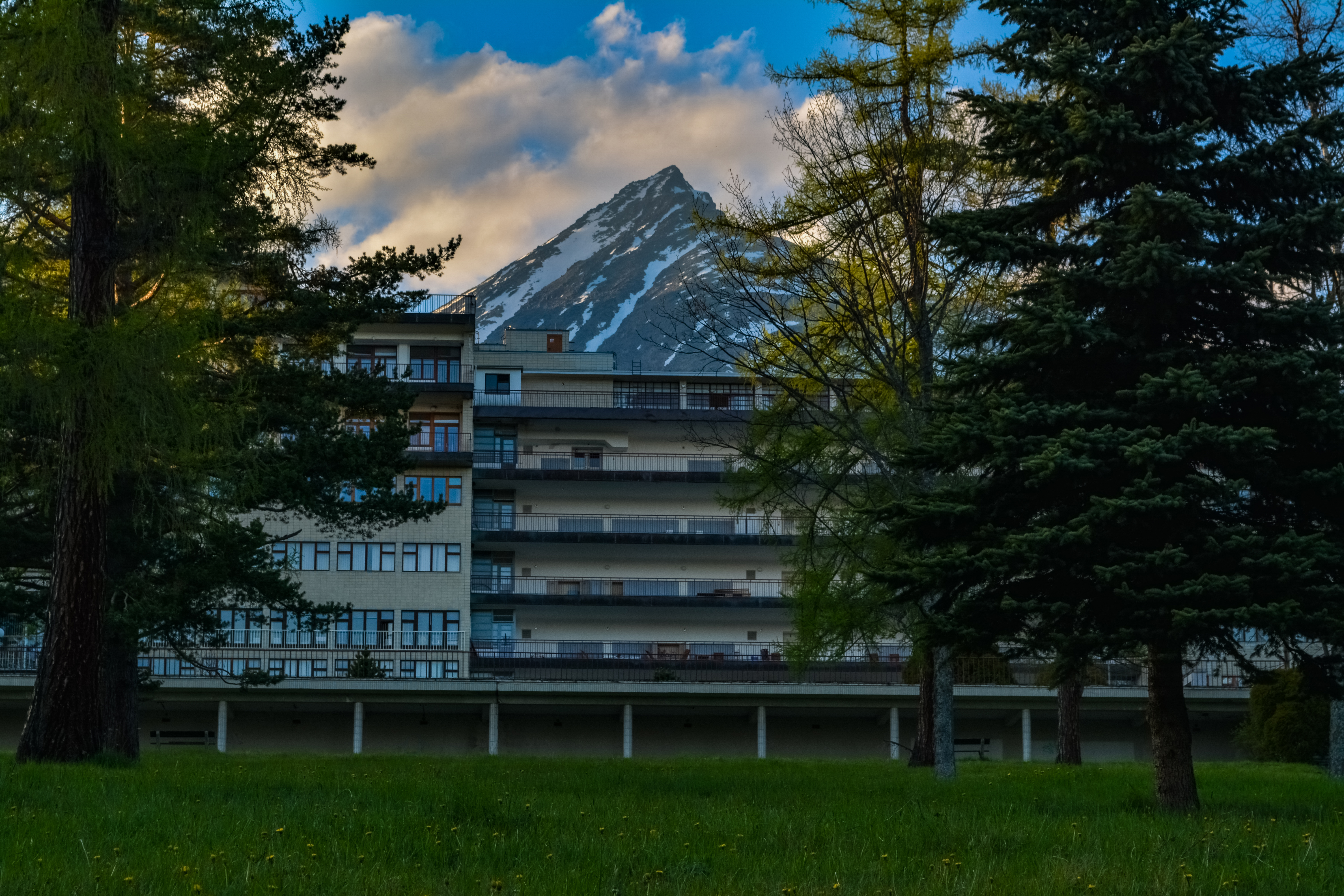
Národní ústav tuberkulózy, plicních chorob a hrudní chirurgie
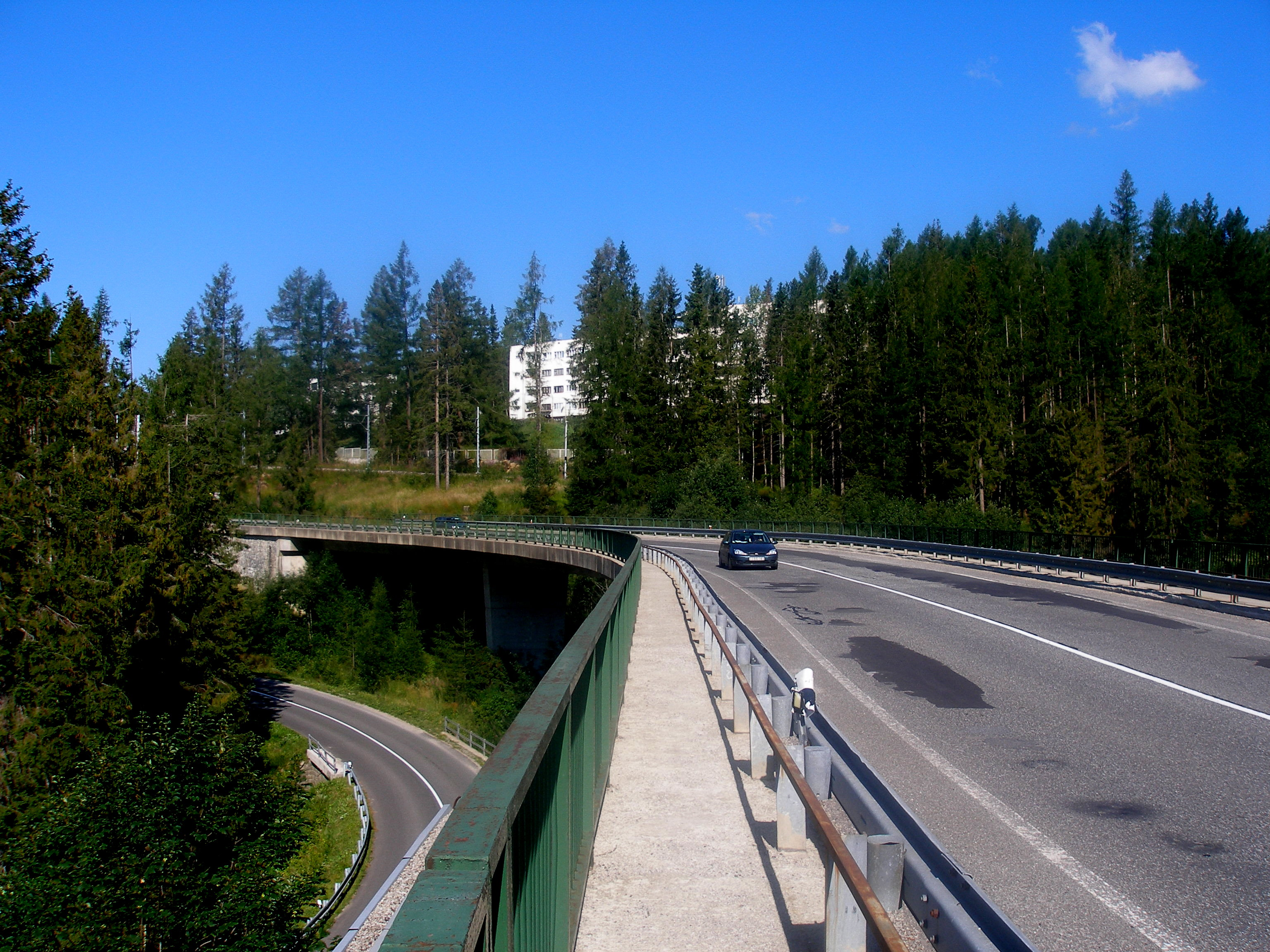
Silnice spojující tatranské osady